# NGC 1483

NGC 1483 par le télescope spatial Hubble.

NGC 1483 est une petite galaxie spirale barrée située dans la constellation de l'Horloge. NGC 1483 a été découverte par l'astronome écossais James Dunlop en 1826.

## Caractéristiques
Sa vitesse par rapport au fond diffus cosmologique est de 1 098 ± 4 km/s, ce qui correspond à une distance de Hubble de 16,2 ± 1,1 Mpc (∼52,8 millions d'al).
À ce jour, quatre mesures non basées sur le décalage vers le rouge (redshift) donnent une distance de 20,720 ± 5,173 Mpc (∼67,6 millions d'al), ce qui est à l'intérieur des valeurs de la distance de Hubble. Notons cependant que c'est avec la valeur moyenne des mesures indépendantes, lorsqu'elles existent, que la base de données NASA/IPAC calcule le diamètre d'une galaxie et qu'en conséquence le diamètre de NGC 1483 pourrait être d'environ 10,1 kpc (∼32 900 al) si on utilisait la distance de Hubble pour le calculer. 
La classe de luminosité de NGC 1483 est II-III et elle présente une large raie HI.

## Groupe de NGC 1493
NGC 1483 fait partie du groupe de NGC 1493 qui compte six galaxies. En plus de NGC 1493, les quatre autres galaxies du groupe sont IC 2000, NGC 1493, NGC 1494, PGC 13979 et PGC 14125. Selon Richard Powell du site « Un Atlas de l'Univers », trois des galaxies du groupe de NGC 1493 (IC 2000, NGC 1493 et NGC 1494) font partie du groupe de NGC 1433.